# Роуз (Оклахома)
Роуз (англ. Rose) — переписна місцевість (CDP) в США, в окрузі Мейз штату Оклахома. Населення — 225 осіб (2020).

## Географія
Роуз розташований за координатами 36°12′44″ пн. ш. 95°2′17″ зх. д. / 36.21222° пн. ш. 95.03806° зх. д. (36.212331, -95.038182).  За даними Бюро перепису населення США в 2010 році переписна місцевість мала площу 23,39 км², уся площа — суходіл.

## Демографія
Згідно з переписом 2010 року, у переписній місцевості мешкало 285 осіб у 103 домогосподарствах у складі 83 родин. Густота населення становила 12 особи/км².  Було 122 помешкання (5/км²).
Расовий склад населення:
| - 58,9 % — білих - 24,2 % — корінних американців - 4,9 % — азіатів |

До двох чи більше рас належало 11,6 %. Частка іспаномовних становила 1,8 % від усіх жителів.
За віковим діапазоном населення розподілялося таким чином: 25,6 % — особи молодші 18 років, 61,1 % — особи у віці 18—64 років, 13,3 % — особи у віці 65 років та старші. Медіана віку мешканця становила 36,8 року. На 100 осіб жіночої статі у переписній місцевості припадало 112,7 чоловіків;  на 100 жінок у віці від 18 років та старших — 109,9 чоловіків також старших 18 років.
Середній дохід на одне домашнє господарство  становив 62 322 долари США (медіана — 62 125), а середній дохід на одну сім'ю — 65 238 доларів (медіана — 62 375). За межею бідності перебувало 6,0 % осіб, у тому числі 0,0 % дітей у віці до 18 років та 39,1 % осіб у віці 65 років та старших.
Цивільне працевлаштоване населення становило 54 особи. Основні галузі зайнятості: виробництво — 51,9 %, освіта, охорона здоров'я та соціальна допомога — 35,2 %, транспорт — 13,0 %.